# Alex Fiorio
Alessandro "Alex" Fiorio (Turijn, 10 maart 1965) is een Italiaans voormalig rallyrijder.

## Carrière
Alex Fiorio is de zoon van Cesare Fiorio, voormalig teambaas van het Lancia-fabrieksteam in het wereldkampioenschap rally en het Scuderia Ferrari Formule 1 team. Zoon Alex maakte in 1985 zijn debuut in de rallysport. In 1986 reed hij voor het Italiaanse Jolly Club een programma in het WK rally met een Groep A-Fiat Uno Turbo. Uit vijf optredens wist hij één keer te finishen, in San Remo, waar hij zevende algemeen eindigde (de behaalde kampioenschapspunten werden later ingetrokken omdat de resultaten van de rally werden geannuleerd). In het 1987 seizoen reed hij met een Groep N-Lancia Delta HF 4WD in het inaugurele Production World Rally Championship (toentertijd nog FIA Cup for Drivers of Production Cars). Hij behaalde daarin drie klasse-overwinningen en zou uiteindelijk de titel op zijn naam schrijven. In San Remo scoorde hij dat jaar opnieuw een zevende plaats en greep dit keer wel naar zijn eerste WK-kampioenschapspunten toe.
Fiorio bleef ook voor het 1988 seizoen aan bij Jolly Club (het tweede team van Lancia in het WK), maar kwam vanaf dit seizoen uit in de Groep A-versie van de Lancia Delta Integrale. Tijdens de seizoensopener in Monte Carlo greep hij met een tweede plaats naar zijn eerste podium resultaat toe. De Lancia Delta domineerde het kampioenschap in de vroege dagen van Groep A en Fiorio eindigde later in het seizoen nog in vier andere gevallen op het podium, al bleef een overwinning uit. Hij eindigde in het kampioenschap uiteindelijk als derde, achter de twee fabrieksrijders van Lancia: Miki Biasion en Markku Alén. In het 1989 seizoen ging Fiorio in een identieke rol verder. Hij was betrokken bij een tragisch ongeluk in Monte Carlo, waarbij hij rallyrijder Lars-Erik Torph en navigator Bertil-Rune Rehnfeldt (die als toeschouwers betrokken waren) met zijn auto schepte waardoor beiden ter plekke om het leven kwamen. Fiorio reed uiteindelijk wel een succesvolle WK-campagne en eindigde met vier podiumresultaten, dit keer als tweede in het kampioenschap, weliswaar op grote achterstand van wereldkampioen Biasion. 
In het 1990 seizoen kwam Fiorio ook een paar keer uit voor Lancia's fabrieksteam, waarmee een derde plaats in Australië zijn beste resultaat van het seizoen zou zijn. Voor 1991 maakte hij de overstap naar Ford, actief in de Ford Sierra RS Cosworth 4x4. Het seizoen verliep niet succesvol voor Fiorio, met een negende plaats in San Remo als zijn beste resultaat. In de daaropvolgende seizoenen keerde Fiorio als privé-rijder terug bij Lancia en schreef daarmee nog enkele top vijf resultaten op zijn naam in het WK. In 1995 behaalde hij nog met een Ford Escort RS Cosworth een achtste plaats tijdens de WK-ronde van Portugal, maar zijn carrière als fabrieksrijder was op dit moment al zo goed als over.

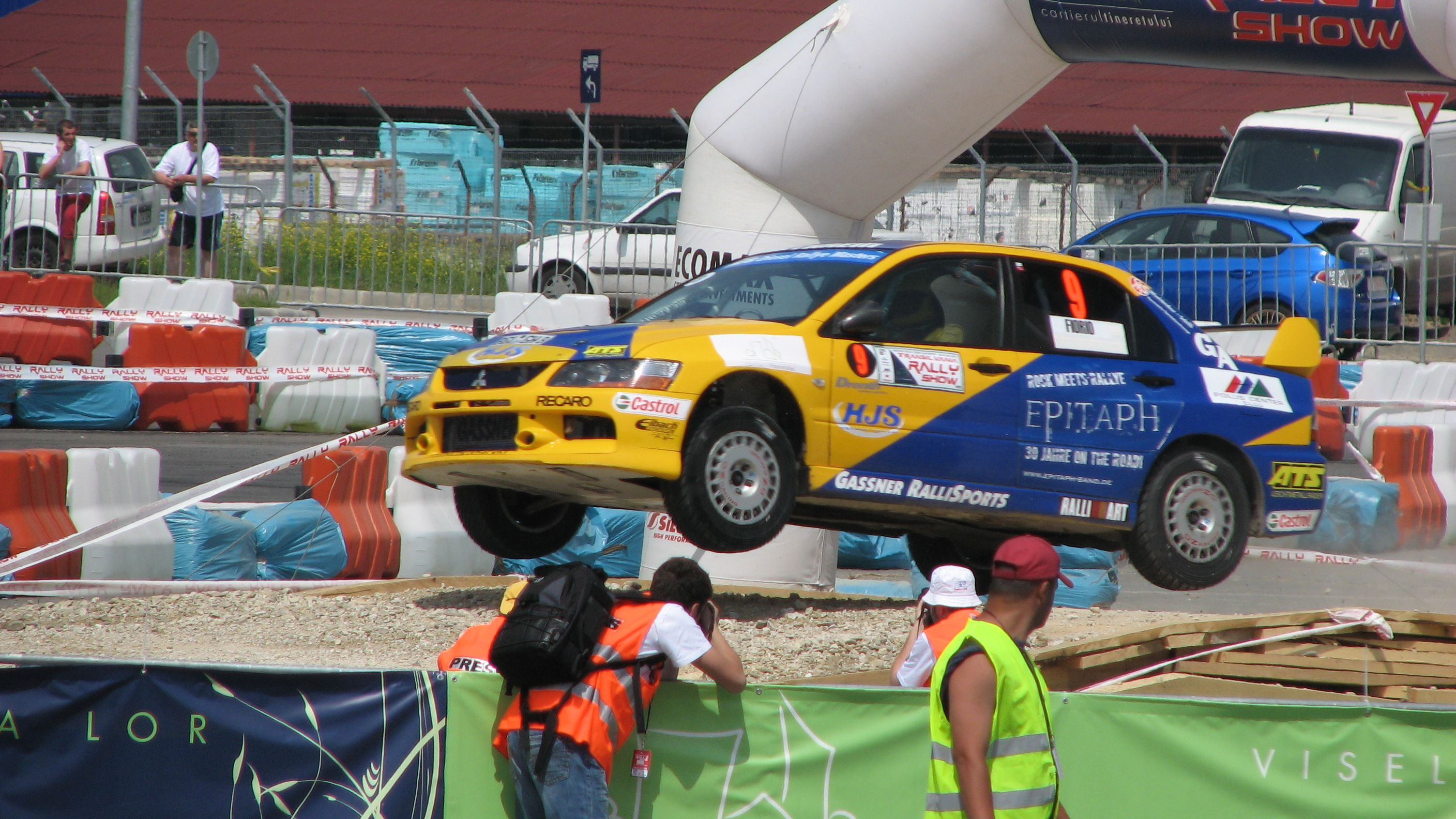
Fiorio actief tijdens een Italiaanse motorshow in 2008

Buiten het WK om schreef Fiorio drie keer opeenvolgend (1992, 1993 en 1994) de rally van Cyprus op zijn naam, wat destijds een ronde was van het Europees rallykampioenschap. Naast het EK kwam hij ook uit in het Italiaans rallykampioenschap. Fiorio keerde aan het begin van deze eeuw weer terug in het WK rally en nam in het 2002 seizoen wederom deel aan het Production World Rally Championship, dit keer met een Mitsubishi Lancer Evolution. Hij behaalde daarin één klasse-overwinning en eindigde in het kampioenschap uiteindelijk als vijfde. Fiorio was vervolgens tot aan 2005 nog geregeld actief in rally's in eigen land.

## Complete resultaten in het wereldkampioenschap rally
| Seizoen | Inschrijving    | Auto                         | 1       | 2       | 3       | 4      | 5       | 6       | 7      | 8       | 9      | 10     | 11      | 12     | 13     | 14  | Pos. | Punten |
| ------- | --------------- | ---------------------------- | ------- | ------- | ------- | ------ | ------- | ------- | ------ | ------- | ------ | ------ | ------- | ------ | ------ | --- | ---- | ------ |
| 1986    | Jolly Club      | Fiat Uno Turbo               | MON DNF | ZWE     | POR DNF | KEN    | FRA DNF | GRI DNF | NZL    | ARG     | FIN    | IVK    | ITA 7   | GBR    | VST    |     | –    | 0      |
| 1987    | Jolly Club      | Lancia Delta HF 4WD (Gr. N)  | MON 16  | ZWE 20  | POR 13  | KEN    | FRA     | GRI 20  | VST 11 | NZL     | ARG    | FIN 12 | IVK     |        |        |     | 46   | 4      |
| 1987    | Jolly Club      | Lancia Delta HF 4WD          |         |         |         |        |         |         |        |         |        |        |         | ITA 7  | GBR    |     | 46   | 4      |
| 1988    | Jolly Club      | Lancia Delta HF 4WD          | MON 2   | ZWE 11  | POR 2   | KEN    | FRA     |         |        |         |        |        |         |        |        |     | 3    | 76     |
| 1988    | Jolly Club      | Lancia Delta Integrale       |         |         |         |        |         | GRI 3   | VST 2  | NZL     | ARG    | FIN 7  | IVK     | ITA 2  | GBR    |     | 3    | 76     |
| 1989    | Jolly Club      | Lancia Delta Integrale       | ZWE     | MON DNF | POR 3   | KEN 10 | FRA     | GRI 3   | NZL    | ARG 2   | FIN    | AUS 4  | ITA 2   | IVK    | GBR    |     | 2    | 65     |
| 1990    | Lancia Martini  | Lancia Delta Integrale 16V   | MON     | POR     | KEN DNF | FRA    |         |         |        |         | AUS 3  |        |         |        |        |     | 9    | 25     |
| 1990    | Jolly Club      | Lancia Delta Integrale 16V   |         |         |         |        | GRI 5   | NZL     | ARG    | FIN DNF |        | ITA 8  | IVK     |        |        |     | 9    | 25     |
| 1990    | Q8 Team Ford    | Ford Sierra RS Cosworth 4x4  |         |         |         |        |         |         |        |         |        |        |         | GBR 9  |        |     | 9    | 25     |
| 1991    | Q8 Team Ford    | Ford Sierra RS Cosworth 4x4  | MON 10  | ZWE     | POR DNF | KEN    | FRA     | GRI DNF | NZL    | ARG     | FIN    | AUS    | ITA 9   | IVK    | SPA    | GBR | 54   | 3      |
| 1992    | Astra Racing    | Lancia Delta HF Integrale    | MON     | ZWE     | POR     | KEN    | FRA     | GRI 7   | NZL    | ARG 4   | FIN    | AUS    | ITA 5   | SPA 4  | IVK    | GBR | 9    | 32     |
| 1993    | Astra Racing    | Lancia Delta HF Integrale    | MON     | ZWE     | POR 6   | KEN    | FRA     | GRI 7   | ARG    | NZL     | FIN    | AUS    | ITA DNF | SPA 5  | GBR    |     | 16   | 18     |
| 1994    | Alex Fiorio     | Ford Escort RS Cosworth      | MON     | ZWE     | POR DNF | KEN    | FRA     |         |        |         |        |        |         |        |        |     | 15   | 10     |
| 1994    | Alex Fiorio     | Lancia Delta HF Integrale    |         |         |         |        |         | GRI 4   | ARG    | NZL     | FIN    | AUS    | ITA     | SPA    | GBR    |     | 15   | 10     |
| 1995    | R.A.S. Ford     | Ford Escort RS Cosworth      | MON     | ZWE     | POR 8   | KEN    | FRA     | GRI     | NZL    | ARG     | FIN    | AUS    | ITA     | SPA    | GBR    |     | 21   | 3      |
| 2000    | Ralliart Italia | Mitsubishi Carisma GT Evo VI | MON     | ZWE     | KEN     | POR    | SPA     | ARG     | GRI    | NZL     | FIN    | CYP    | FRA     | ITA 23 | AUS    | GBR | –    | 0      |
| 2001    | Ralliart Italia | Mitsubishi Lancer Evo VI     | MON     | ZWE     | POR     | SPA    | ARG     | CYP     | GRI    | KEN     | FIN    | NZL    | ITA 17  | FRA    | AUS    | GBR | –    | 0      |
| 2002    | Ralliart Italia | Mitsubishi Lancer Evo VII    | MON     | ZWE 27  | FRA     | SPA    | CYP DNF | ARG     | GRI    | KEN DNF | FIN 18 | DUI    | ITA     |        | AUS 17 | GBR | –    | 0      |
| 2002    | Ralliart Italia | Mitsubishi Lancer GT Evo VII |         |         |         |        |         |         |        |         |        |        |         | NZL 20 |        |     | –    | 0      |